# シェヌーテ
大シェヌーテ、掌院聖シェヌーテ (コプト語サイード方言: ⲁⲡⲁ ϣⲉⲛⲟⲩⲧⲉ Apa Šenoute アパ・シェヌーテ; コプト語ボハイラ方言: Abba Šenouti Piarkhimandritês  ⲁⲃⲃⲁ ϣⲉⲛⲟⲩϯ ⲡⲓⲁⲣⲭⲓⲙⲁⲛⲇⲣⲓⲧⲏⲥ アッバ・シェヌーティ・ピ・アルキマンドリテース; アラビア語: شنودة رئيس المتوحدين シヌーダトゥ・ライースル＝ムタワッヒディーナ;  古代ギリシア語: Σενουθιος セヌーティオス, 古代ギリシア語: Σινουθιος シヌーティオス; ラテン語: Sinuthiusシヌーティウス; ドイツ語: Schenute シェヌーテ; フランス語: Chenouté シェヌテ; 英語: Shenoute シェヌーテまたはShenoute of Atripe アトリペのシェヌーテ；  生没年は347年-465年または348年-466年；アラビア語の発音に準じてシェヌーダとも呼ばれる)は、 エジプトの白修道院の修道院長。 彼は東方諸教会において聖人だとみなされ、中でもコプト正教会では最も有名な聖人の一人である。

## 初期生活
シェヌーテは紀元後348年に上エジプトの村シェナロレットで敬虔なキリスト教徒の両親のもとに生まれた。彼の叔父は別の著名なエジプト人の聖人で、白修道院として今日知られている上エジプトの修道院の創立者ある聖ピゴルであった。若年になり、シェヌーテは彼の父の羊の群れの世話をするのを手伝った。
シェヌーテの、彼の叔父の修道院への旅の途中で、聖ピゴルは幻を見た結果、彼を引き取り、のちに彼を修道士にした。紀元後385年頃、彼は仲間の修道士たちによって白修道院の修道院長として彼の叔父の後を継ぐように選ばれた。彼がこの業務を引き継いだ時、修道院は30人の年老いた修道士が住んでいるだけだった。466年の彼の死の際には、修道院は2,200人の修道士と1,800人の修道女を有し、面積は元の3,000倍を超えていた。

## エフェソス公会議にて
上エジプトでの人気と正統主義への情熱によって、シェヌーテは、アレクサンドリア教会の代表者として、紀元後431年のエフェソス公会議にアレクサンドリアのキュリロスの同伴をすることになった。会議では、彼は、コンスタンティノープル司教ネストリオスを打ち負かすことを必要とした聖キュリロスの道徳面でのサポートをした。その結果生じたネストリオスのアフミーム（シェヌーテの活動地域の近く）への追放は、シェヌーテが公会議の参加者に印象を与えたことに関する証拠である。

## 死亡
紀元後466年のエピプ月の7日（7月14日）、高齢によりもたらされた可能性がある短期間の病の後、シェヌーテは修道士たちの目の前で亡くなった。

## 修道院運動への影響
彼の叔父聖ピゴルから、シェヌーテは、質素で厳格なパコミオス方式に基づいた修道院を受け継いだ。この後継によって、門弟は少なくなり、おそらく拡大よりも縮小が促された。そこで、シェヌーテは、より厳格でなく、人民の周辺と背景により適した、より包括的な方式を実行した。この新しい方式には、新参者によって暗唱され固守される誓約（ディアテーケー）という特殊な誓約文があった。この誓約文は次のように読まれた。
私は神の御前、神の聖所で誓約する、私が私の口を持って話す言葉は私の証言である。私はいかなる形でも私の身体を汚さない、私は盗まない、私は虚偽の証言をしない、私は嘘をつかない。私はどんな詐欺をもひそかにしない。もし私が私が誓約したことを破るならば、私は天国を見るが、そこには入らない。私がこの誓約をその御前でする神は、私の魂と私の身体を恐ろしい地獄で破壊する。なぜなら、私は私が行った誓約を破ったからである。—ベーサによるシェヌーテ伝より
誓約の違反者は完全に修道院から追放された。 これは小作人であった修道士たちにとって死刑に近いものとして考えられた。
シェヌーテの修道方式のもう1つの興味深い特徴は、修道士として聖別される価値があると決められるまでの期間、新参者が修道院の外で生活しなければならないことである。これは、修道生活に熟達した後で、修道士たちが修道居住地から離れて生活することを許したニトリアの修道方式からは奇妙に見えた。シェヌーテはまた、祈りと礼拝の他に、修道院内での、ニトリアの修道士たちが晒されていたものよりも様々な作業において修道士たちの時間を利用した。縄編みと籠編みを別にすれば、修道士たちは、綿の紡ぎや仕立て、亜麻の栽培、革なめし、靴作り、書字と本作り、大工作業、金属・陶器作りに携わっていた。全てにおいてシェヌーテは彼らの古い職業で修道士を雇用することを可能な限り試した。このような活動のために修道院に約52平方キロメートルの土地を占めた広大な複合体が作られた。
修道院の指導者として、シェヌーテは、修道士たちの識字の必要性を認識していた。そこで彼は彼の僧侶と尼僧に、本を読むことを課し、写本を作る技巧を追求することを彼らの多くに奨励した。これは、修道院をより所属したい場所にさせ、結果的に、追放の脅威をより苦痛にした。

## 国民的指導者としての遺産
彼の弟子である聖ベーサが著したとされる『聖シェヌーテ伝』では、シェヌーテが貧しいエジプト人小作人を助ける幾つかの出来事を物語る。あるとき、彼は、アフミームに、彼が貧者に屈曲していた弾圧のために異教徒を懲らしめるために行った（『シェヌーテ伝』 81−2）。またある時は、彼がパネレウーの異教徒の地主たちが、彼らの腐ったワインを買うことを余儀なくされている小作人たちの悲しみの原因を排除するために行動した（『シェヌーテ伝』85-6）。他には、彼はプソイの捕虜たちのブレミュアエの戦士たちからの自由を（『シェヌーテ伝』89）求めるために自分の命を危険にさらした。彼はまた、権力者、ビザンチン皇帝テオドシウス1世にさえ、農民を代表して訴えた。要約すると、シェヌーテは完全に彼の人々の悲惨さを認識し、彼らの誠実な提唱者および大衆の指導者として活躍した。

## 著述家としての人生
シェヌーテの著書について話をすることは、コプト文学の全盛期を議論することと同じと言っても過言ではあるまい。彼は、広範かつ深遠な知識を示しながらも、彼の時代の学者的な修辞法の入念な研究に基づいた文章を使いながら、基本的には彼独自の独特なスタイルで著述を行っている。これらの著作は教父の著作の典型的な特徴である聖書からの無限の引用で装飾されている。聖書は援助が必要な時に援用された。こうしてシェヌーテは驚くべき精度でこれらのパッセージを用いるといった驚異的な記憶力をも示した。
シェヌーテの知識は、エジプトの僧侶の大多数の場合のように聖書に限定されなかった。彼はコプト語とギリシャ語の両方に堪能であり、かなりよくギリシャの思想と神学に精通していた。彼の文章におけるギリシャ語系借用語の多用は、広範かつ洗練され、それは間違いなく彼の生活環境から生まれたものではなかった。彼はまた、アリストテレス、アリストファネス、プラトン学派の著書、さらにいくつかのギリシャの伝説の知識を顕示した。彼は確かに聖大アントニオス伝と彼の説教集のいくつかのような聖アタナシオスの著作のいくつかを読んでいた。 シェヌーテはまた、聖大アントニオスの手紙、聖パコミオスの幾つかの手紙、そして最も可能性が高いのは、エヴァグリオスの作品のいくつかを知っていた。彼の知識はさらに『アルケラオス行伝』と『トマスの福音書』のような人気のある非聖書正典のテキストに広がっていた。
聖シェヌーテの著作は、4つのカテゴリに分類できる。
- 道徳的な説教：このカテゴリには、シェヌーテの著作から生き残った最も豊富なコレクションが含まれている。ここにおける彼の作品の中には、服従の利点と不従順の罰を強調した聖職者への不服従に関する一作品である『聖職者への不服従について』がある。彼はまた、そこで修道院生活における自由意志と禁欲生活に関して論じた、キリスト降誕と、主の賛美に関する著作『純潔と主の降誕について』を書いた。
- シェヌーテの思考の重要な側面。1つの箇所では、彼はその偶像が当然キリスト教徒によって破壊されなければならない悪魔よりも悪いように異教徒を描いた。別の説教で、彼は、修道士を悩ますおそらく行政官である異教徒に対する反駁を試みた（Adversus Saturnum）。第3の説教で、彼は、偶像崇拝者の意見では人の生活の中で制御する因子であるという運命の概念を非難する。彼は、実際に神の意志なしに起こるものは何もないという教えに到達する（Contra Idolatras, de Spatio Vitae）。
- 異端に対する説教：このカテゴリは、概念的には、前のものと同様である。ここでシェヌーテは信仰を堕落させた異端者に対する反駁を指示する。おそらくはただの説教文ではなく、論文として書かれたシェヌーテの最長の作品がこのカテゴリにある。これはオリゲネス派とグノーシス派に対する作品『オリゲネス派とグノーシス派に対する反駁』である。この作品の目的は、彼らが使用して循環させている彼らの外典文書に関して、一般的な異端と、特にオリゲネス派に反対することであった。彼はまた、世界の複数性と救い主の働きと位置、パスハの意味という主題に触れる。論文に記載されているその他の主題は、父と息子の関係、魂の起源、キリストの受胎、聖体、身体の復活、および四大要素が含まれる。他の作品の中では、1日内での複数の聖体拝領に関してメレティオス派に反対し、 マニ教徒に対しては、新約聖書と並んで、旧約聖書の価値に関して、ネストリオス派に対しては、処女マリアからの誕生以前のキリストの存在について彼らに反対した。
- 彼を訪問した治安判事との面談に基づく説教。この最後のカテゴリーは、彼が彼の名声と偉大な権威の結果として彼を訪問した治安判事と行った雑多なインタビューに基づいた説教を表している。これらの説教で、シェヌーテは、霊的な事柄について将軍でさえ糾す彼の妥当性、空と大地の寸法、悪魔と自由意志、そして罪人の処罰といったような議論に触れる。彼はまた司教、裕福な人々、そして将軍のような裁判官や他の重要な人物の職務についても議論した。

聖シェヌーテの文学作品のより多くの識別が行われると、彼のコプト語文学への貢献は、従来想定されていたものよりもさらに大きいということが判明した。一方で、彼が修道院のものだけでなくより広範な主題を扱ったことが明らかになってきている。これは彼の文章、彼の精神、そして彼の道徳的、国民主義的行動の神学的な文字のより良い評価を示唆している。一方、彼は宗教的な分野での文学活動を含めることを受け入れた。彼は、所与のスタイルと関係なく単なる書面での指示として宗教的な文学を扱う傾向があったパコミオス方式から離れていた。彼はさらに明らかに彼の時代の学術的ギリシア修辞法の入念な研究の産物であるスタイルを発展させた。このような知識は、彼が完全にギリシャ文化を拒否した熱狂的なエジプト人だったとする神話を払拭する傾向にある。

## 聖シェヌーテにちなんだ修道院

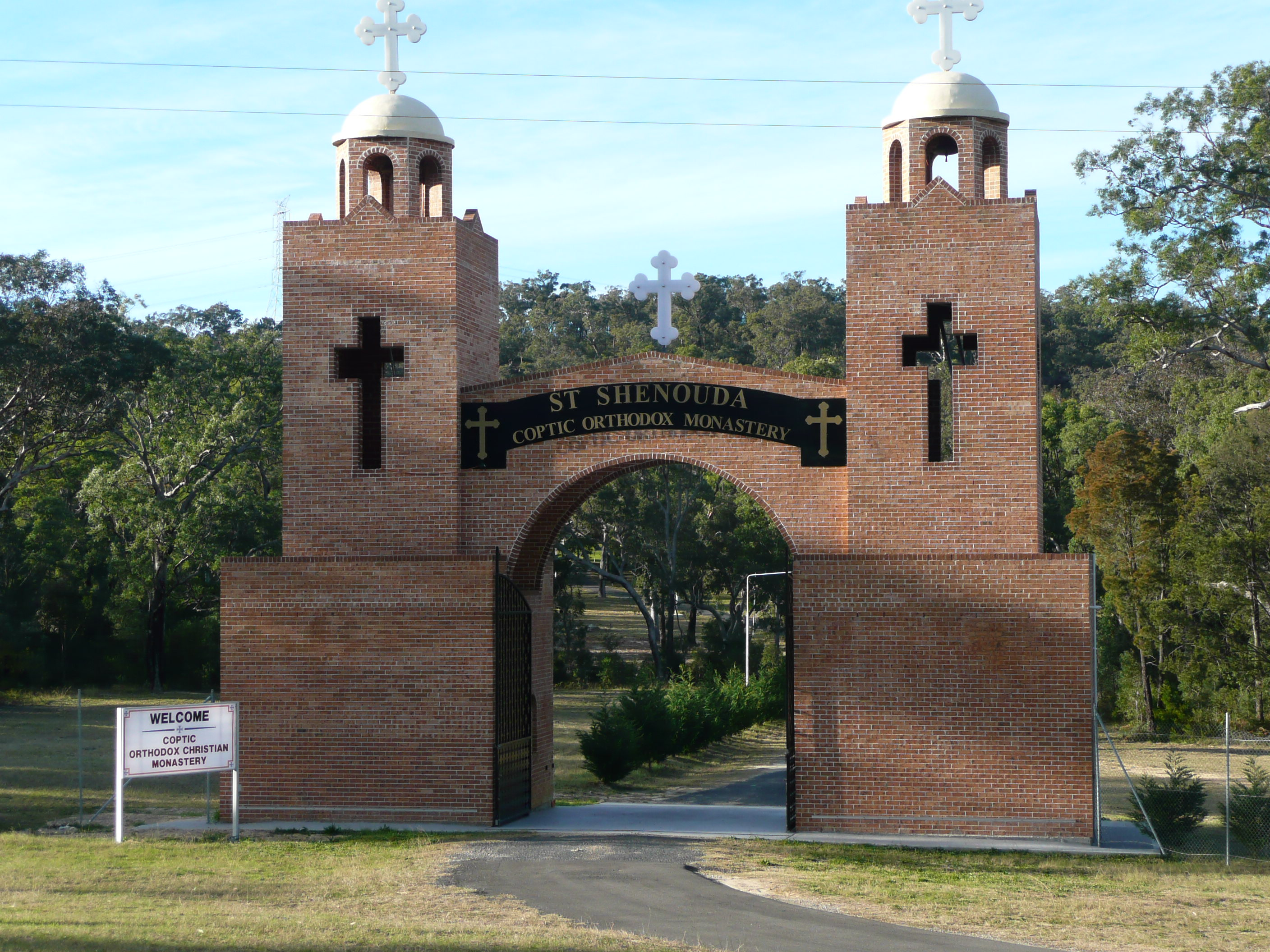
聖シェヌーダ修道院、ニューサウスウェールズ州、オーストラリア

世界中の掌院聖シェヌーテにちなんで命名されている4つのコプト正教会の修道院：
- 白修道院として知られるエジプト・ソハーグ近郊の聖シェヌーダ修道院
- イタリア、ミラノの聖シェヌーダ修道院
- アメリカ合衆国、ニューヨーク州・ロチェスターの聖シェヌーダ修道院
- オーストラリア、ニューサウスウェールズ州・プッティーの聖シェヌーダ修道院

また、イギリス、カルスドンには聖マリア・聖シェヌーダ・コプト正教会がある。